# Rhypochares
Rhypochares är ett släkte av skalbaggar. Rhypochares ingår i familjen stumpbaggar.
Kladogram enligt Catalogue of Life:
| Rhypochares | \| \| Rhypochares asper \| \| \| \| \| \| Rhypochares bisimpunctatus \| \| \| \| \| \| Rhypochares fallax \| \| \| \| \| \| Rhypochares saprinoides \| \| \| \| |
|             | \| \| Rhypochares asper \| \| \| \| \| \| Rhypochares bisimpunctatus \| \| \| \| \| \| Rhypochares fallax \| \| \| \| \| \| Rhypochares saprinoides \| \| \| \| |
|             | Rhypochares asper |
|             | |
|             | Rhypochares bisimpunctatus |
|             | |
|             | Rhypochares fallax |
|             | |
|             | Rhypochares saprinoides |
|             | |